# Open Castilla y León 2014
L'Open Castilla y León 2014 è stato un torneo di tennis facente parte della categoria ATP Challenger Tour nell'ambito dell'ATP Challenger Tour 2014. È stata la 29ª edizione del torneo che si è giocato a Segovia in Spagna dal 28 luglio al 3 agosto 2014 su campi in terra rossa e aveva un montepremi di 42 500 $+H.

## Partecipanti singolare

### Teste di serie
| Nazionalità | Giocatore                | Ranking* | Testa di serie |
| ----------- | ------------------------ | -------- | -------------- |
| Francia     | Adrian Mannarino         | 101      | 1              |
| Russia      | Aleksandr Kudrjavcev     | 149      | 2              |
| Turchia     | Marsel İlhan             | 152      | 3              |
| Francia     | Grégoire Burquier        | 169      | 4              |
| Svizzera    | Marco Chiudinelli        | 173      | 5              |
| Russia      | Konstantin Kravčuk       | 177      | 6              |
| Serbia      | Ilija Bozoljac           | 179      | 7              |
| Spagna      | Adrián Menéndez Maceiras | 195      | 8              |

- Ranking al 21 luglio 2014.

### Altri partecipanti
Giocatori che hanno ricevuto una wild card:
- Alejandro Augusto Bueno
- Antonio Cembellin
- Cristian Garín
- Jorge Hernando Ruano

Giocatori che sono passati dalle qualificazioni:
- Brydan Klein
- Florent Serra
- Frederico Ferreira Silva
- Wang Chuhan

## Partecipanti doppio

### Teste di serie
| Nazionalità | Giocatore      | Nazionalità   | Giocatore                 | Ranking* | Testa di serie |
| ----------- | -------------- | ------------- | ------------------------- | -------- | -------------- |
| Cina        | Mao-Xin Gong   | Taipei cinese | Peng Hsien-yin            | 281      | 1              |
| Irlanda     | James Cluskey  | Spagna        | Adrián Menéndez Maceiras  | 303      | 2              |
| Venezuela   | Roberto Maytín | Messico       | Miguel Ángel Reyes Varela | 312      | 3              |
| Serbia      | Ilija Bozoljac | Serbia        | Goran Tošić               | 406      | 4              |

- Ranking al 21 luglio 2014.

### Altri partecipanti
Coppie che hanno ricevuto una wild card:
- Mario Muniesa /  Pablo Munoz Carabias
- Gerard Granollers Pujol /  Miguel Semmler
- Jose-Esteban Blanco-Criador /  Jorge Hernando Ruano

## Vincitori

### Singolare
Adrian Mannarino ha battuto in finale  Adrián Menéndez Maceiras con il punteggio di 6–3, 6–0

### Doppio
Victor Baluda /  Aleksandr Kudrjavcev hanno battuto in finale  Brydan Klein /  Nikola Mektić con il punteggio di 6–2, 4–6, [10–3]